# Coordinate di Boyer-Lindquist
Nella descrizione matematica della relatività generale, le coordinate di Boyer-Lindquist sono una generalizzazione delle coordinate usate per la metrica di un buco nero di Schwarzschild che può essere utilizzata per esprimere la metrica di un buco nero di Kerr.
Il passaggio da un sistema di coordinate di Boyer-Lindquist {\displaystyle r,\theta }, {\displaystyle \phi }, a un sistema di coordinate cartesiane x, y, z, è dato dalla seguente trasformazione:
{\displaystyle {\begin{cases}x={\sqrt {r^{2}+a^{2}}}\sin \theta \cos \phi \\y={\sqrt {r^{2}+a^{2}}}\sin \theta \sin \phi \\z=r\cos \theta \end{cases}}}
Utilizzando le coordinate di Boyer-Lindquist e un sistema di unità geometrizzate, in cui quindi sia la costante gravitazionale, {\displaystyle G}, che la velocità della luce, {\displaystyle c}, sono uguali all'unità, il quadrato dell'elemento di linea per un buco nero avente massa {\displaystyle M}, momento angolare {\displaystyle J} e carica {\displaystyle Q} è:
{\displaystyle ds^{2}=-{\frac {\Delta }{\Sigma }}\left(dt-a\sin ^{2}\theta d\phi \right)^{2}+{\frac {\sin ^{2}\theta }{\Sigma }}{\Big (}(r^{2}+a^{2})d\phi -adt{\Big )}^{2}+{\frac {\Sigma }{\Delta }}dr^{2}+\Sigma d\theta ^{2}},
dove:
{\displaystyle \Delta =r^{2}-2Mr+a^{2}+Q^{2}}
{\displaystyle \Sigma =r^{2}+a^{2}\cos ^{2}\theta }
{\displaystyle a=J/M}, il momento angolare per unita di massa (o momento angolare specifico) del buco nero.
Nelle soprastanti equazioni è importante notare come, in un sistema di unità geometrizzate, sia {\displaystyle M}, che {\displaystyle a} e {\displaystyle Q} hanno unità di lunghezza. Questo elemento di linea descrive la metrica di Kerr-Newman.

In uno studio del 1968, il fisico Brandon Carter osservò che l'hamiltoniana del moto nello spaziotempo di Kerr in coordinate di Boyer-Lindquist è separabile e che quindi si possono facilmente identificare le costanti di tale moto utilizzando la teoria di Hamilton-Jacobi. Egli riuscì così a identificare una quarta costante del moto, denominata poi costante di Carter, relativa al moto attorno ai buchi neri, che, assieme all'energia, al momento angolare e alla massa a riposo di una particella, fornisce le quattro quantità necessarie a determinare univocamente tutte le orbite in uno spaziotempo di Kerr-Newman, comprese quelle di particelle cariche.